# ۹۲۴ (خورشیدی)
۹۲۴ نهصد و بیست و چهارمین سال هجری خورشیدی است.